# The Phynx
The Phynx is een komische film uit 1970 onder regie van Lee H. Katzin. De film gaat over een rock-'n-rollband The Phynx en hun buitenlandse missie. De groep wordt naar Albanië gestuurd om gijzelaars op te sporen.

## Rolverdeling
| Acteur          | Personage         |
| --------------- | ----------------- |
| Lou Antonio     | Corrigan          |
| Mike Kellin     | Bogey             |
| Michael Ansara  | Col. Rostinov     |
| George Tobias   | Markevitch        |
| Joan Blondell   | Ruby              |
| Martha Raye     | Foxy              |
| Larry Hankin    | Philbaby          |
| Pat McCormick   | Father O'Hoolihan |
| Rich Little     | Stem in box       |
| Susan Bernard   | London Belly      |
| John Hart       | The Lone Ranger   |
| Jay Silverheels | Tonto             |
| Sally Struthers | World's No. 1 Fan |